# The Greening of America
The Greening of America is een boek uit 1970 van Charles A. Reich. Het is een lofzang op de tegencultuur van de jaren 1960 en haar waarden. Fragmenten verschenen voor het eerst als essay in The New Yorker. Het boek werd oorspronkelijk uitgegeven door Random House, en was een bestseller in 1970 en 1971.

## Samenvatting
In essentie deelt het boek de Amerikaanse geschiedenis in drie perioden in, elk met een eigen wereldbeeld:
- "Bewustzijn I" is van toepassing op de typische normen en waarden van de boeren en kleine zakenlieden die de samenleving in het 19e-eeuwse Amerika typeerden.
- "Bewustzijn II" hoort bij de “georganiseerde samenleving", met meritocratie en het ontstaan van de belangrijkste maatschappelijke instellingen, het ethos van de New Deal, de Tweede Wereldoorlog en de Stille Generatie van de jaren 1950.
- "Bewustzijn III" vertegenwoordigt het wereldbeeld van de tegencultuur van de jaren 1960, met de nadruk op persoonlijke vrijheid, egalitarisme en recreatieve drugs.

Het boek is een mengeling van sociologische analyse met lofredes op rockmuziek, cannabis en spijkerbroeken, met het argument dat deze trends een fundamentele sociale verschuiving belichaamden.